# Thermen

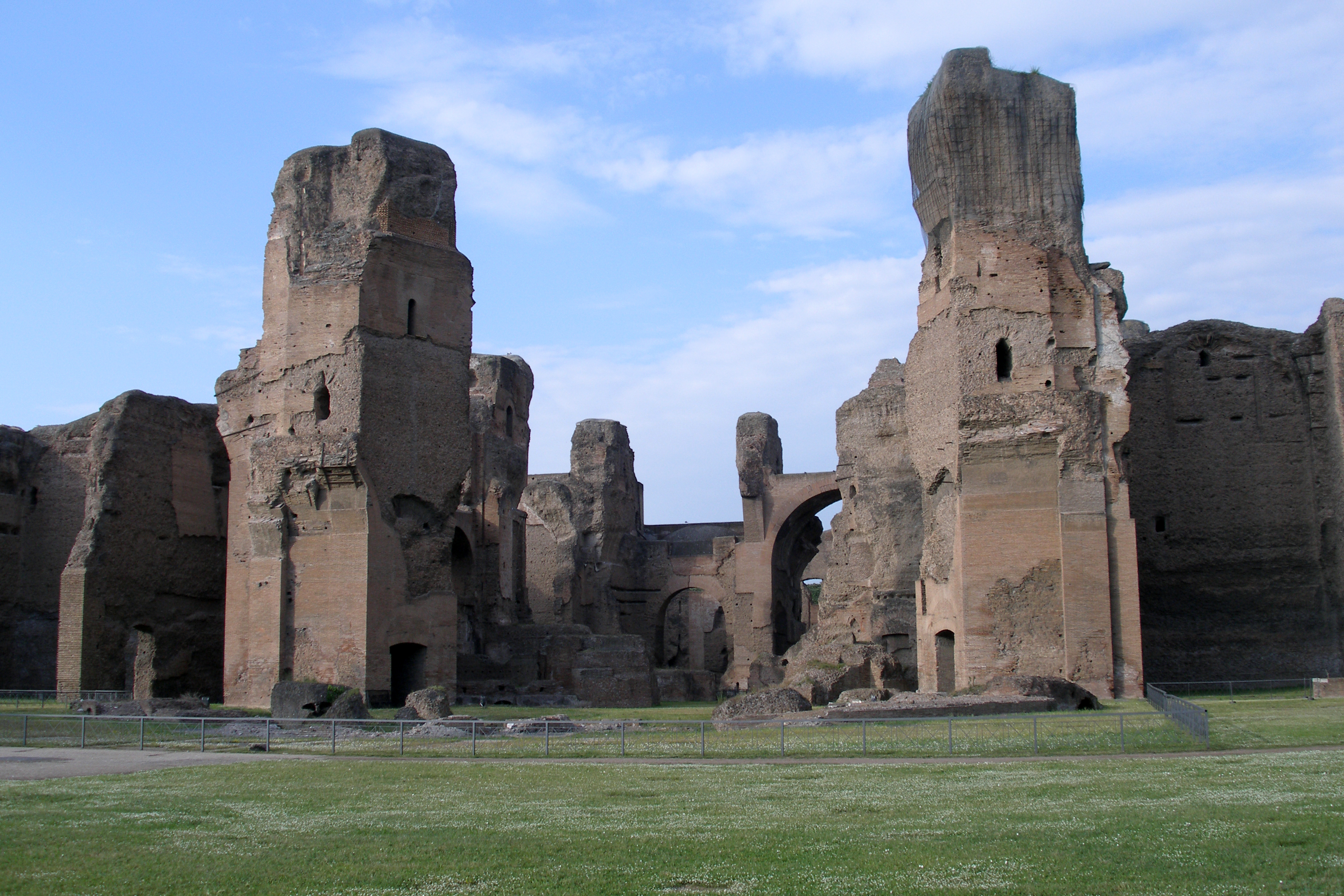
Überreste der Caracalla-Thermen

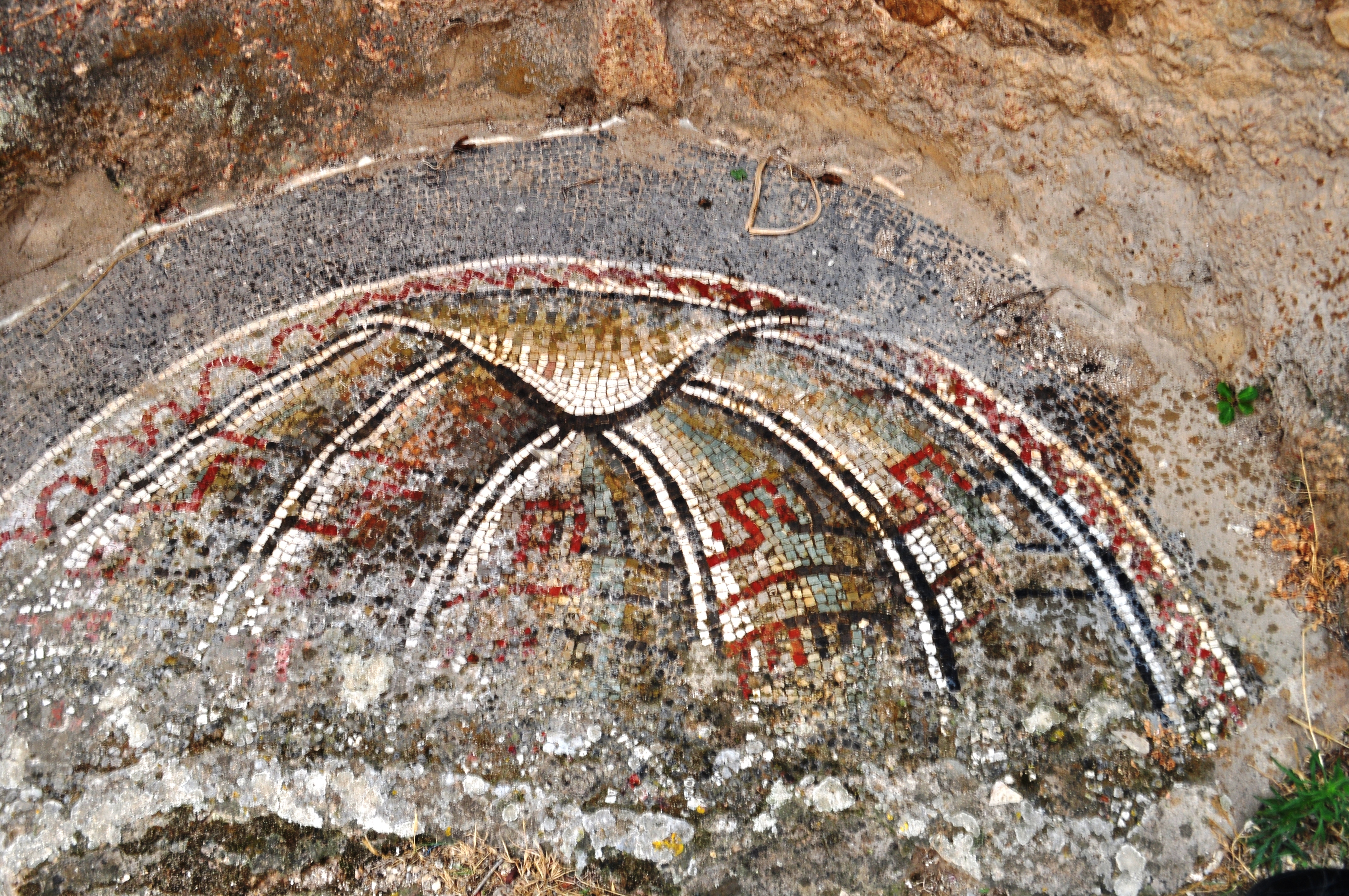
Mosaike in Thermen (Tunesien)

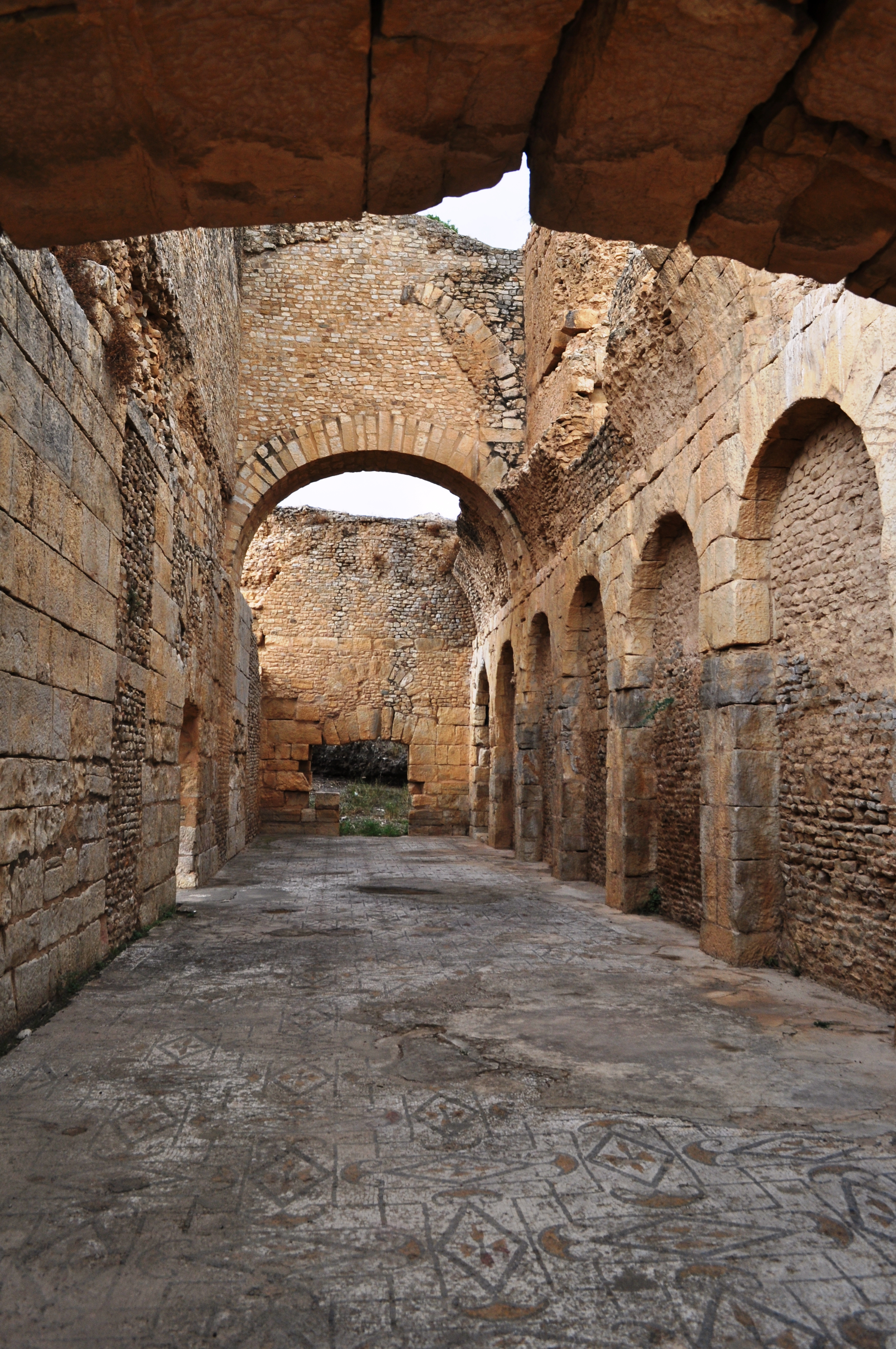
Thermen (Tunesien)

Als Thermen (Plural, lateinisch thermae) wurden größere öffentliche Badeanstalten im Römischen Reich bezeichnet. Nach einer Zählung um 400 n. Chr. gab es allein in Rom elf öffentlich zugängliche Thermen. Daneben gab es mindestens 856 private Bäder; diese werden jedoch nur als Bäder und nicht als Thermen bezeichnet.

## Begriff

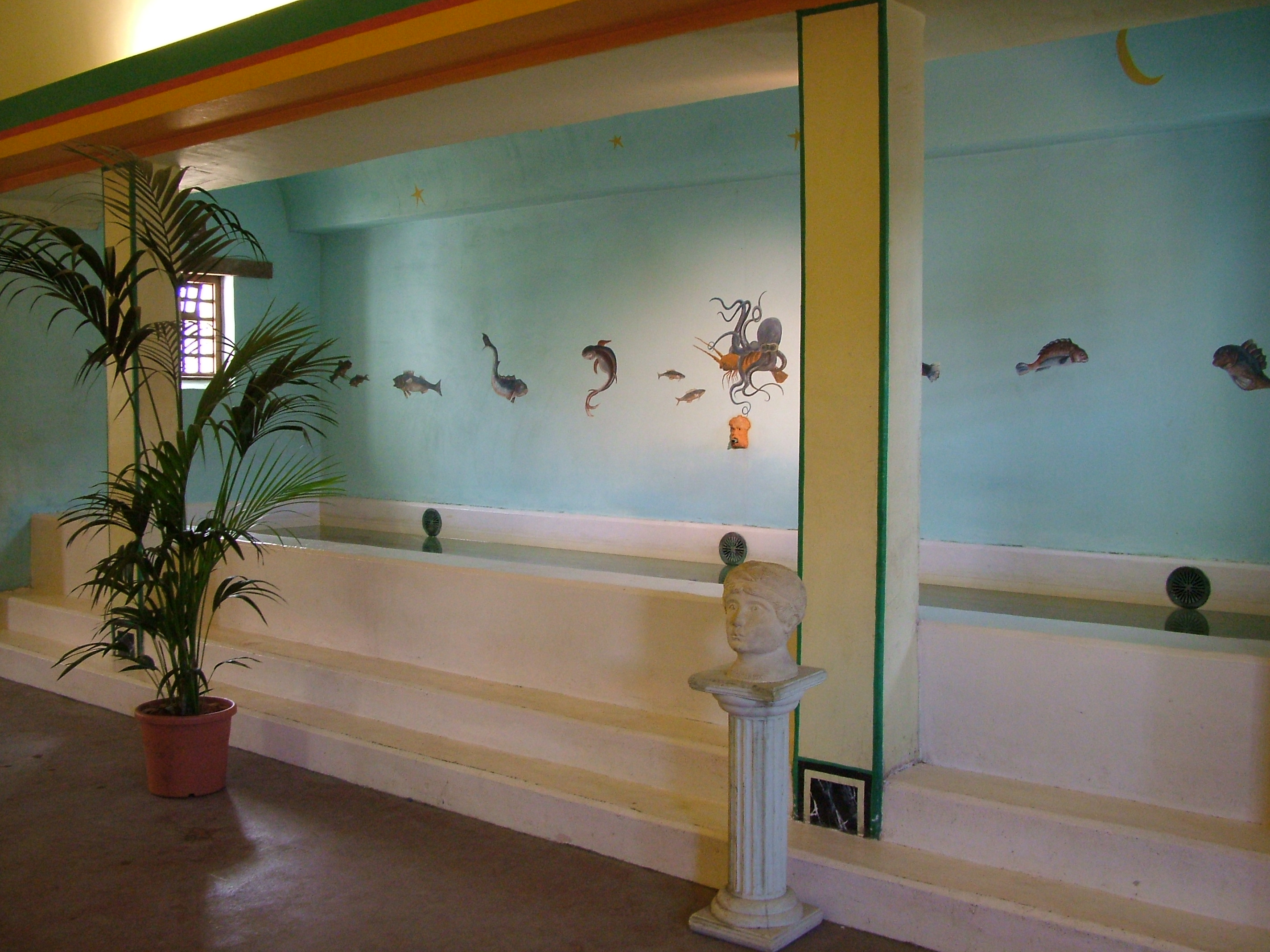
Innenansicht eines Nachbaus in Archeon

Der lateinische Ausdruck thermae – Thermen – für große öffentliche Bäder verbreitete sich zum Ende des 1. Jahrhunderts n. Chr. Der Begriff ist abgeleitet von altgriechisch θερμὸν λουτρόν thermon loutron „warmes Bad“ (zu θερμός thermos „warm“) und ersetzte beziehungsweise ergänzte die ältere Bezeichnung balneum (Plural balnea, kontrahiert aus balineum; dieses entlehnt von altgriechisch βαλανεῖον balaneion „Bad“).
Die Römer benannten auch ein einzelnes Badehaus mit dem im Plural stehenden Wort thermae, zu dem es keine Singularform gab (Pluraletantum). Im Unterschied dazu ist heute im Deutschen für moderne Thermalbäder die Singularform Therme üblich.

## Überblick

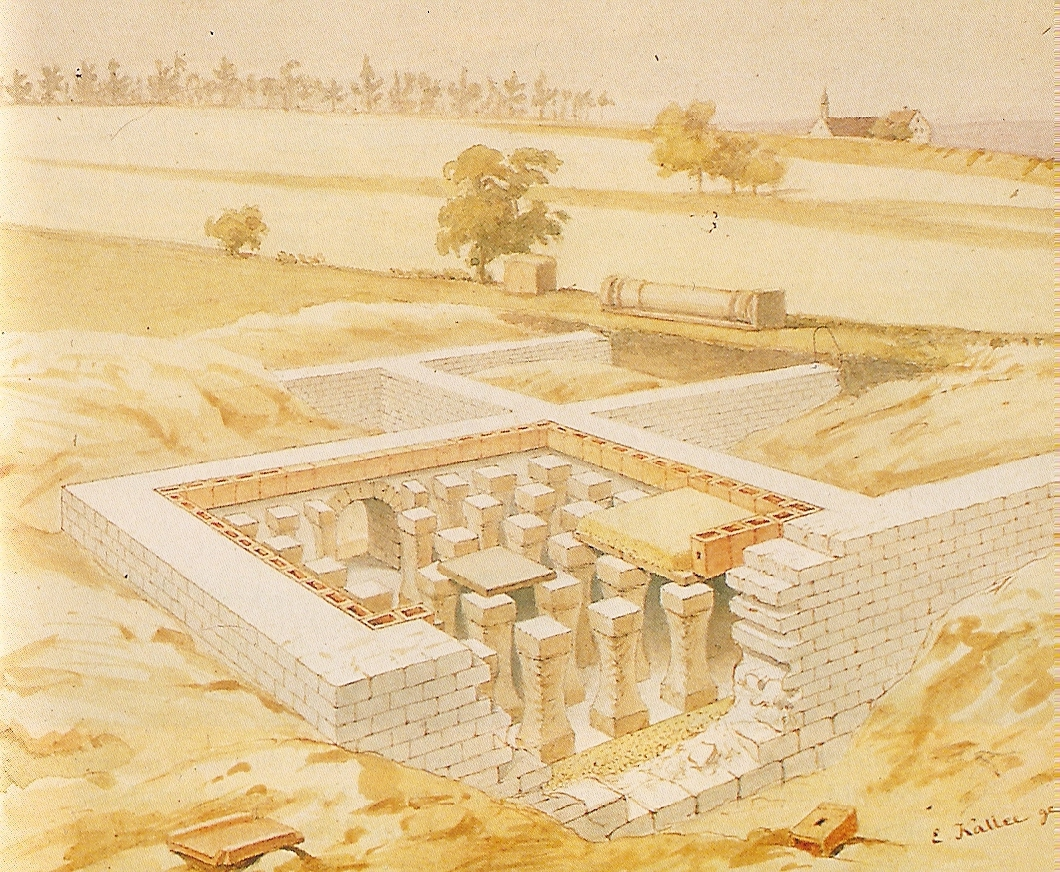
Hypokaust des römischen Bades in Rottenburg. Aquarell von General Eduard von Kallee im Herbst 1884.

Seit der Mitte des 2. Jahrhunderts v. Chr. ist der Bau öffentlicher Bäder in Rom bekannt. Die römischen Thermen entwickelten sich aus verschiedenen Vorläufern, wie dem griechischen Bad (balaneion) – siehe Badekultur – und einheimischen Schwitzkuren. Solche waren bereits in der Frühzeit der Römischen Republik auf den Phlegräischen Feldern bei Neapel durch Nutzung vulkanischer Thermalquellen und Fumarolen entstanden. Der Unternehmer und Senator Caius Sergius Orata (140–91 v. Chr.) kam laut Valerius Maximus auf die Idee, die für Heizzwecke bereits existierende Hypokaust-Technik für Dampfbäder zu nutzen und führte die balneae pensiles in Rom ein.
Während des 1. Jahrhunderts n. Chr. erlangte das Baden in öffentlichen Bädern eine hohe Bedeutung als sozialer Mittelpunkt des Lebens und fest zum Tagesablauf gehörendes Ritual. Die Thermen waren Orte der Kommunikation und des Zeitvertreibes: Hier traf man sich, entspannte sich von der Hektik der Stadt und vom Stress des Tages. Thermen boten zahlreiche Dienstleistungen, wie etwa Massagen, Gymnastikübungen, Maniküre und Schönheitspflege. Beheizt wurden die Thermen durch das Hypokaustum, ein unter dem Fußboden und in den Wänden befindliches Netz von Leitungen für erhitzte Luft, das von Sklaven befeuert wurde.
Es gab in den römischen Städten zahlreiche kleinere private Thermen, die man gegen geringes Entgelt besuchen konnte, die aber meist nicht den Luxus der öffentlichen Thermen bieten konnten. Öffentliche Thermen wie die Agrippa-Thermen in Rom oder die Stabianer Thermen in Pompeji waren großzügiger ausgestattet. In der Römischen Kaiserzeit wurde der Bau großer öffentlicher Thermenanlagen, der „Kaiserthermen“, zu Prestigeprojekten der Herrscher. Es begann mit den Nerothermen und den Titusthermen. Bald darauf revolutionierte der Architekt Apollodor von Damaskus das Konzept. Mit seinen Trajansthermen entstand das größte jemals gebaute öffentliche Bad, wozu er im Herzen der Hauptstadt mit über einer Million Einwohnern zehn Hektar Baufläche freischlug. Spätere Kaiser suchten dies mit den Diokletiansthermen und den Caracalla-Thermen noch zu übertrumpfen. Sie waren in Dimension und Ausstattung wahre „Paläste fürs Volk“, mit prächtigen Säulen, bunten Marmorböden, stuckverzierten Decken, Statuen, Brunnen und Wandmalereien, ausgestattet mit Schwimmbecken, Sportanlagen im Freien, Wandelgängen, Bibliotheken und Imbissen. In den Thermen Roms trafen sich unterschiedslos alle: Männer und Frauen, Alte und Kinder, Handwerker und Soldaten, reiche Bürger und Sklaven. Wohlhabende Kaufleute pflegten oder knüpften hier Kontakte und brachten Geschäfte zum Abschluss. Selbst die römischen Kaiser besuchten die Thermen, um sich bürgernah zu zeigen. Der Eintritt war günstig, jedoch musste man für bewachte Garderoben, Massagen usw. extra zahlen. Man trug einen Wickel um die Hüfte, das subligaculum, für die Ballspiele im Freien auch die Tunika, Frauen trugen oft eine Art Bikini. Für Frauen gab es ursprünglich getrennte Bäder, aber schon Cicero beklagte den Verfall der Sitten, weil die Geschlechtertrennung meist missachtet wurde; Hadrian führte getrennte Badezeiten in gemeinschaftlich genutzten Badeanlagen ein, für Frauen vormittags, für Männer nachmittags, was aber in der Praxis oft nicht streng befolgt wurde. Die Gegenwart von Frauen auf Sportplätzen war jahrhundertelang Gegenstand scharfer Polemiken.

## Geschichte
Erste, von den Aquädukten versorgte, einfache öffentliche Badehäuser nach hellenistischem Vorbild existierten bereits um 400 v. Chr. Die älteste heute bekannte römische Badeanlage ist ein Sitzwannenbad in den Stabianer Thermen in Pompeji aus dem 3. Jahrhundert v. Chr. Hypokausten und Reihenbäder mit einer festen Raumfolge sind ab dem 2. vorchristlichen Jahrhundert bezeugt.
Diese frühen Bäder konnten für geringes Entgelt (1/4 As) genutzt werden und boten keinen großen Luxus. Seneca beschrieb ein solches Bad:

„Der Baderaum ist, nach alter Art, klein, eng und dunkel: unsere Alten meinten, ein Bad wäre nicht warm, wenn es nicht dunkel wäre.“

### Agrippa-Thermen

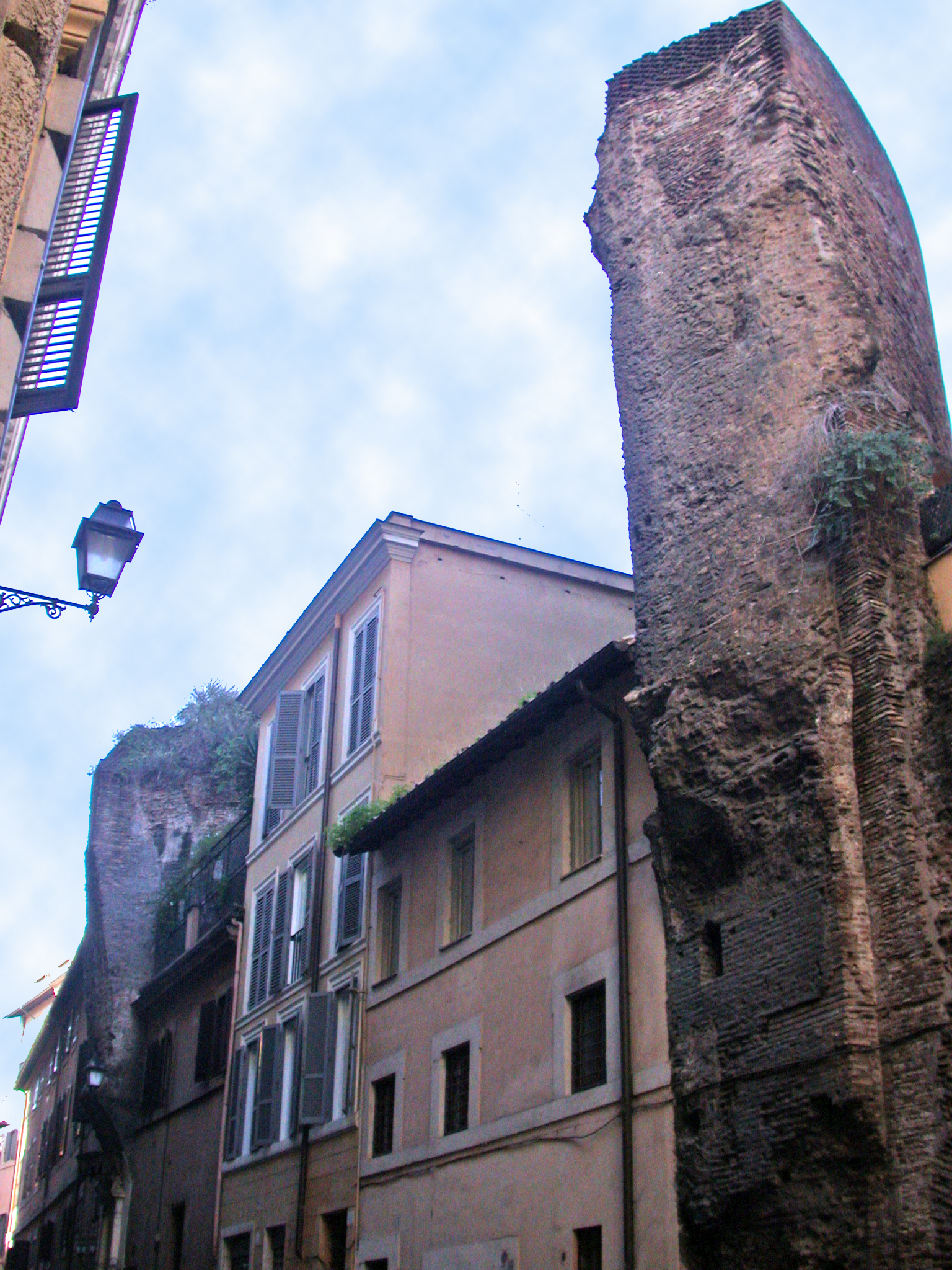
Arco della Ciambella, Überrest der Rotunde der Agrippa-Thermen

Marcus Vipsanius Agrippa erbaute in Rom die erste große Thermenanlage, die im Gegensatz zu den bis dahin üblichen Bädern, von denen es zu dieser Zeit bereits 170 allein in Rom gab, mit Räumen zum Ringen und für andere Sportarten (übernommen aus dem griechischen Gymnasion, vgl. z. B. Samos), zur Konversation und sogar zum Unterricht ausgestattet war, die mit den warmen Bädern verbunden waren. Die Bauarbeiten dauerten von 25 v. Chr. bis wahrscheinlich 19 v. Chr. Die Agrippa-Thermen auf dem Marsfeld wurden durch eine eigens errichtete Wasserleitung, der Aqua Virgo, versorgt. Damit war erstmals der verschwenderische Wasserverbrauch der späteren Thermen möglich geworden. Von den Thermen verlief ein Euripus genannter Kanal zum Tiber, der bei der Pons Agrippae (also nahe dem heutigen Ponte Sisto) mündete.
Die Thermen besaßen als erste Badanlage in Rom einen überkuppelten Zentralbau; der Kuppeldurchmesser der Rotunde betrug eindrucksvolle 25,00 m. Ihre Ruine, der Arco della Ciambella, liegt in der gleichnamigen Straße 100 Meter südlich des Pantheons. In seinem Testament ermöglichte Agrippa den kostenlosen Besuch seiner Thermen. Der Kardinal Andrea della Valle ließ im frühen 16. Jahrhundert in den Resten der Therme nach Schätzen suchen. Eine dabei gefundene kaiserzeitliche Krone gab den Namen für die nur wenige Meter entfernt liegende Kirche San Benedetto della Ciambella, von der auch der Arco della Ciambella seinen Namen hat.
Die literarischen und epigraphischen Quellen zeigen, dass die Beliebtheit des Badens bei den Römern in der Zeit zwischen Cicero (106–43 v. Chr.) und Martial (ca. 40–104 n. Chr.) stark anwuchs. Die Frage nach den Gründen dieser wachsenden Beliebtheit ist schwer zu beantworten, da viele Faktoren dabei eine Rolle gespielt haben dürften: Einerseits führte das Anwachsen der Bevölkerung im Rom des 1. nachchristlichen Jahrhunderts zu einem verstärkten Bedürfnis nach Sauberkeit und nach Möglichkeiten zur Flucht aus armseligen Wohnumständen. Andererseits propagierten medizinische Theorien das Baden als gesundheitsfördernd. Bestätigt wird die Wichtigkeit dieser Einrichtung durch die große Zahl und prächtige Ausstattung der römischen Badegebäude – sei es privater oder öffentlicher Art.

### Kaiserthermen

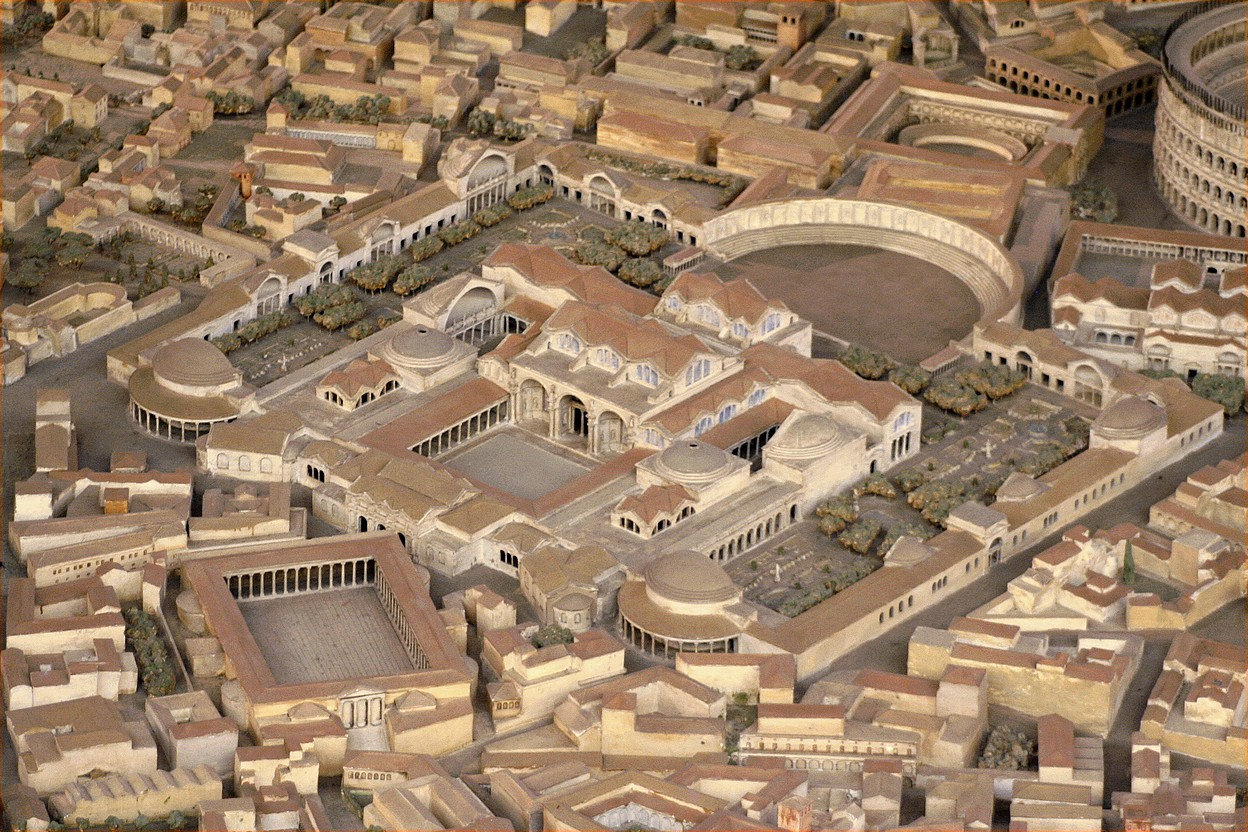
Modell der Trajansthermen (Rom)

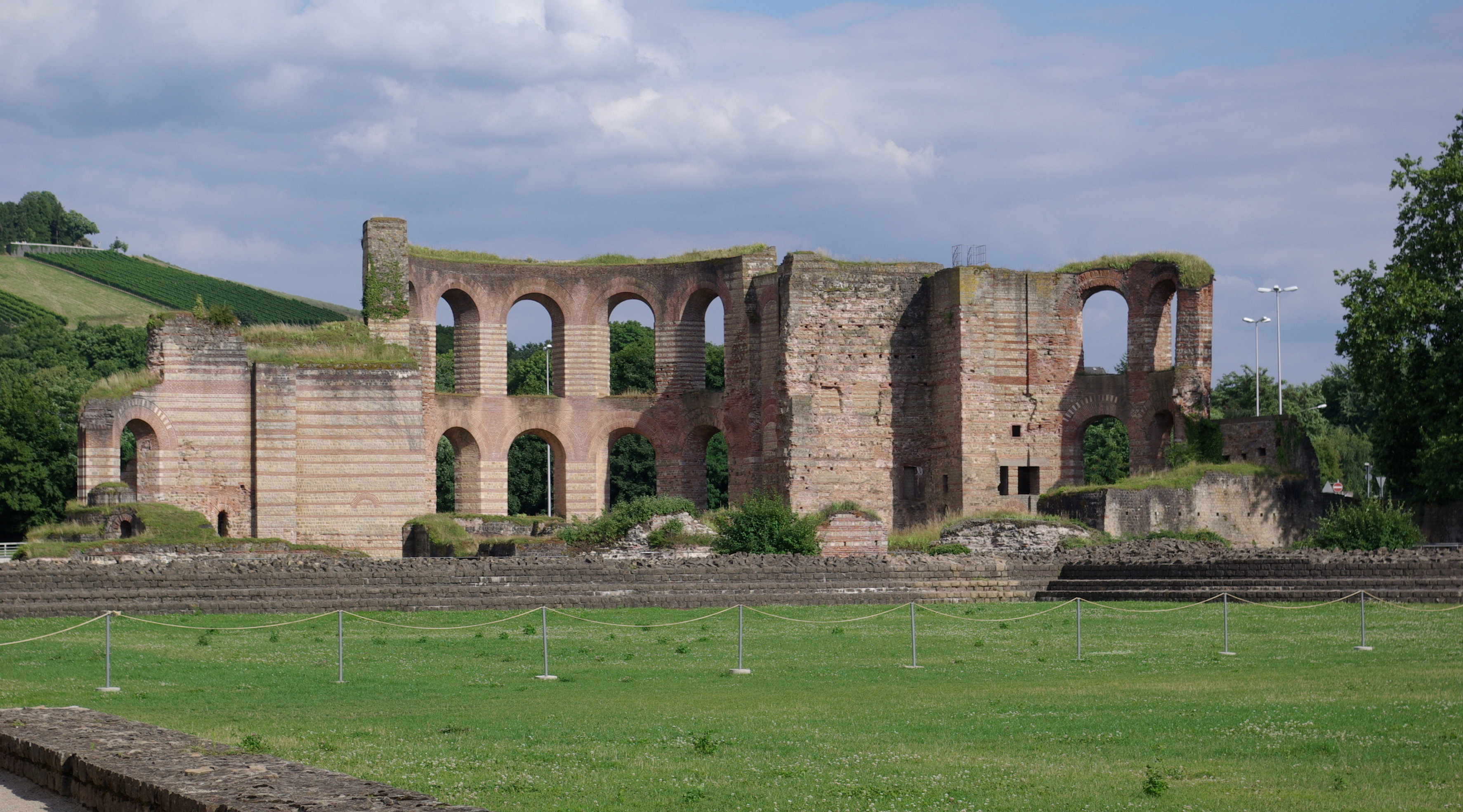
Kaiserthermen (Trier)

In der Kaiserzeit perfektionierte man den Thermenbau. Die einzelnen Räume wurden nun symmetrisch angeordnet und prachtvoll ausgestattet. Auch verschob sich spätestens jetzt die Bedeutung des Badens von der notwendigen Körperreinigung nach Arbeit und Sport zu einem Zeremoniell der Erholung, dem sogenannten otium, bei dem die sportliche Betätigung nur ein Aspekt neben gepflegtem Umgang oder reinem Müßiggang war. Die nun errichteten großen Kaiserthermen besaßen neben Sportplätzen auch lateinische und griechische Bibliotheken und säulengesäumte Wandelgänge mit Läden. Über die beim Großen Brand zerstörten Thermen Neros schrieb Martial:

“Quid Nerone peius? Quid thermis melius Neronianis?”

„Was ist schlimmer als Nero? Was ist großartiger als Neros Thermen?“

Trajan ließ 104–109 an der Stelle von Neros Domus Aurea direkt neben der Subura von seinem Architekten Apollodor von Damaskus monumentale Thermen mit einer Grundfläche von etwa 340 m × 300 m errichten. Erstmals enthielten die Trajansthermen neben offenen Sportplätzen (palaestra) überdachte Sporthallen, sogenannte Basiliken, die symmetrisch rechts und links der in einer Achse ausgerichteten eigentlichen Baderäume angeordnet waren und vermutlich mit der Abwärme geheizt wurden.
In den folgenden Jahrhunderten wurden die Thermen immer weiter ausgebaut und verbessert. Die 212–216 erbauten Caracalla-Thermen und die Diokletiansthermen (erbaut 298–306) zeigen noch heute, zu welcher Monumentalität die römischen Badetempel anwuchsen.

### Privatbäder
Neben den balnea publica, öffentlichen Bädern, deren enorme Betriebskosten für Wasser, Brennholz und Unterhalt allein durch Steuern oder Spenden der Reichen finanziert wurden und die in der Tradition des Agrippa keinen Eintritt kosteten, gab es die privaten balnea meritoria, deren Pächter ein geringes Eintrittsgeld verlangen durften.
In den kaiserlichen Villen hatten die Thermen ihren festen Platz, wie beispielsweise in der Villa Jovis des Tiberius. Auch reiche Privatleute leisteten sich Badehäuser mit verschieden temperierten Becken. Von einem solchen Bade mit verschiedenen temperierten Räumen und Becken sowie einem Ballspielsaal (sphaeristerium) bietet Plinius der Jüngere in seinen Briefen lebendige Schilderungen.

### In den Provinzen

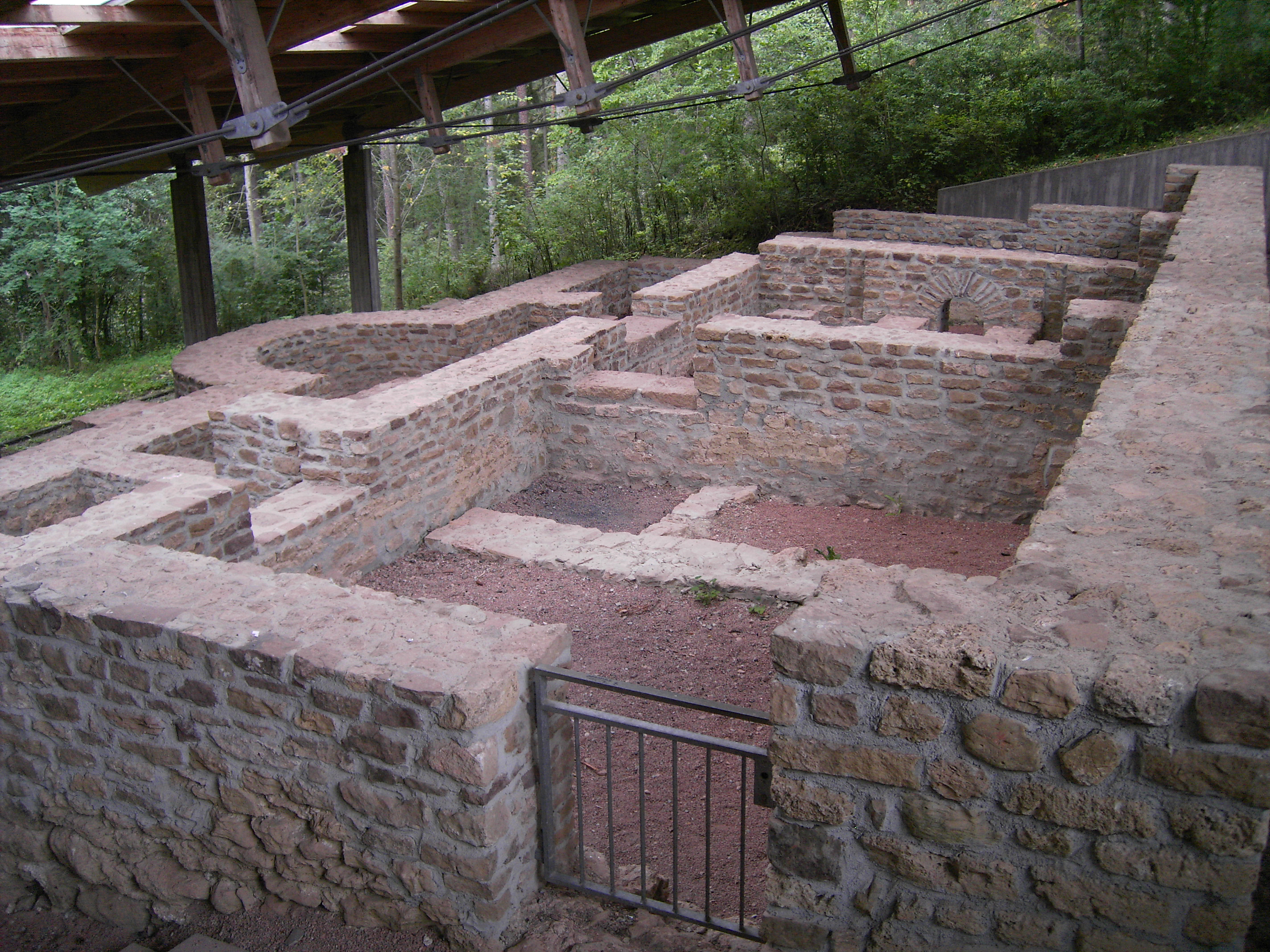
Badehaus der Römervilla in Fischbach

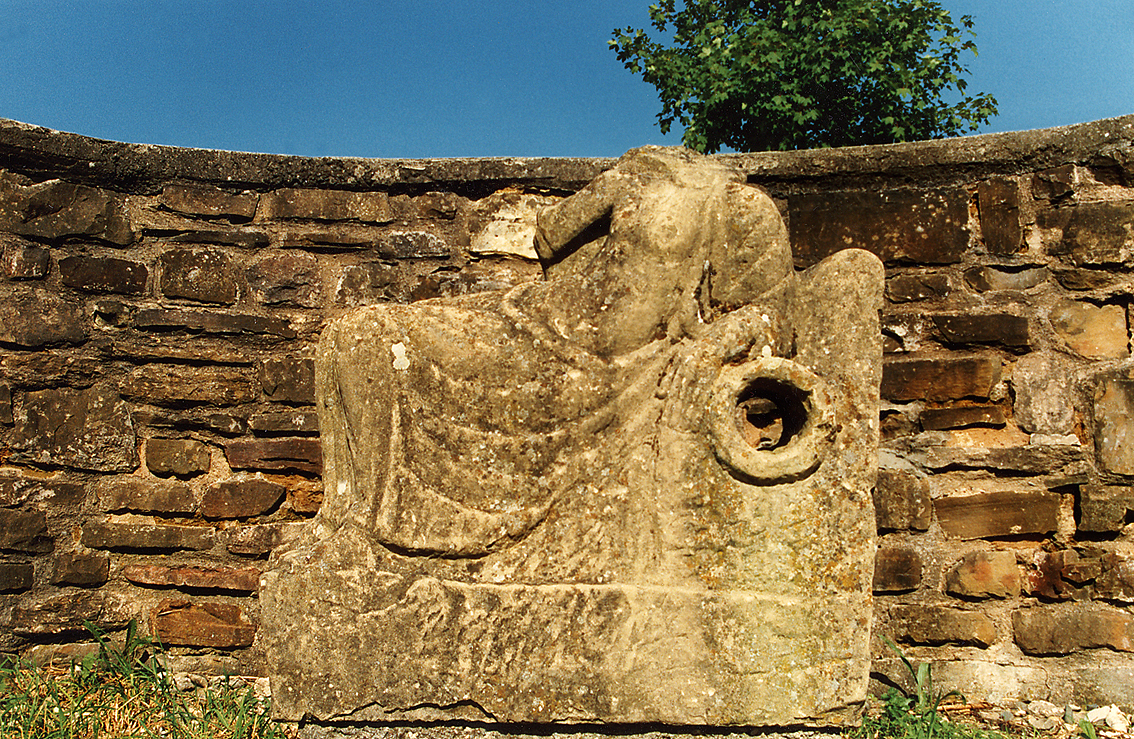
Quellnymphe im Bad des Limeskastells Schirenhof (Ostalbkreis), das vom Militär genutzt wurde

Das Militärbad des Kastells Pfünz in Bayern

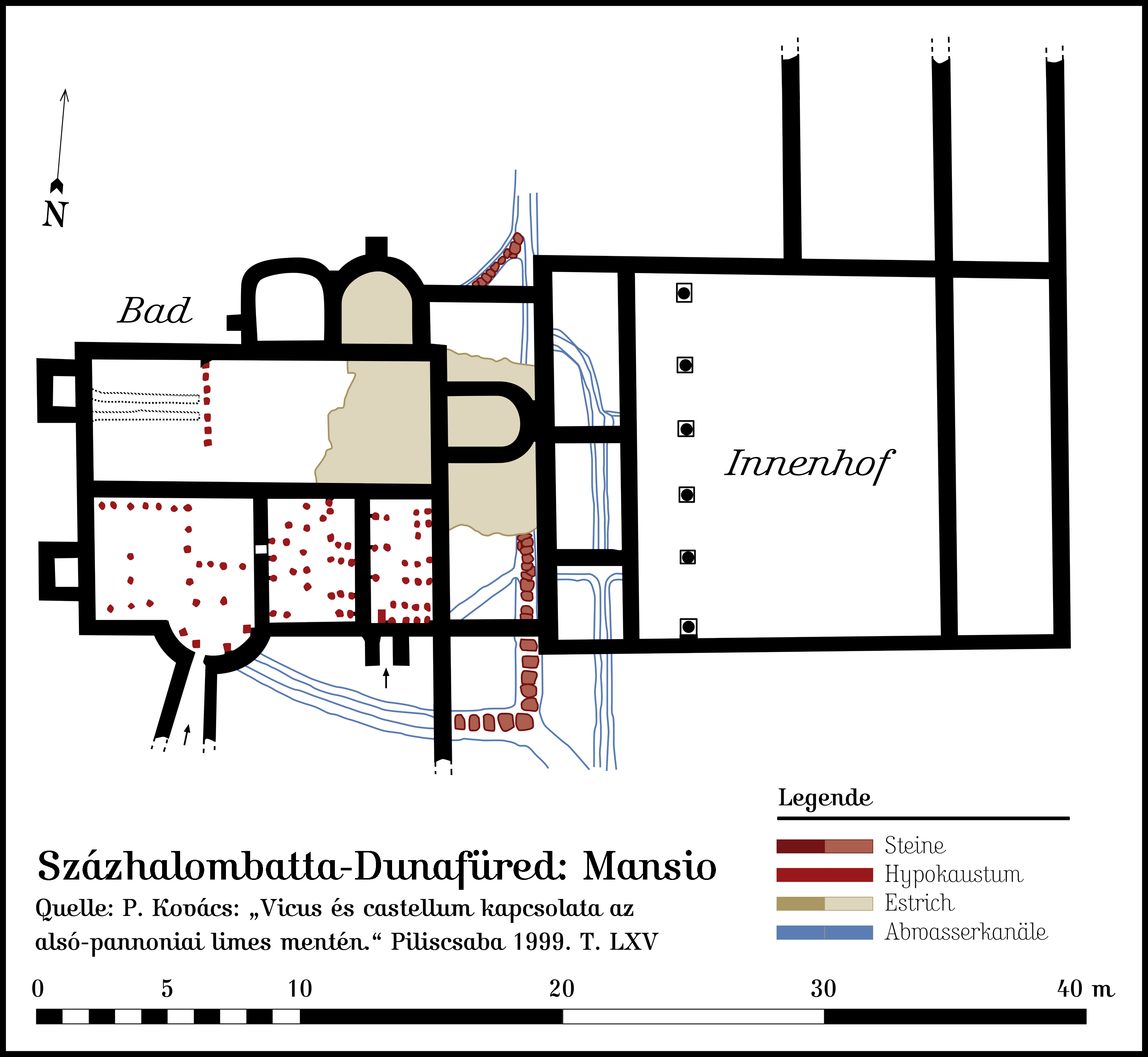
Kastells Százhalombatta-Dunafüred, Ungarn: Rast- und Umspannstationen (Mansiones) besaßen zumeist ein heizbares Bad für Gäste.

Die Bedeutung des Badens als Bestandteil des Lebens eines Römers wird auch anhand der vielen Bäder, die in neuen Provinzen entstanden, deutlich. Nimmt man die Nordwestprovinzen als Beispiel, so zeigt sich, dass bald nach der Eroberung durch die Römer nahezu überall Thermen entstanden. Eingeführt wurden diese Badesitte und die dazugehörigen Bauten von den Römern, die auf diese Annehmlichkeit nicht lange verzichten wollten und auch in ihren Militärlagern Thermen oder zumindest kleine balnea anlegten. Ihre schnelle Verbreitung in der Provinz, auch an Orten, die nicht ausschließlich von Römern bewohnt waren, zeigt jedoch die baldige Übernahme der Sitte durch die einheimische Bevölkerung. So waren die Bewohner der Provinz Bithynia et Pontus vom Einsatz des Statthalters Plinius des Jüngeren für den Bau neuer Bäder sehr angetan, wie Plinius’ Briefwechsel mit Trajan belegt.

### Heilbäder
Die Nutzung heißer Dämpfe, Mineral- und Thermalquellen zu therapeutischen Zwecken war bereits in vorrömischer Zeit verbreitet, wie der Bericht des Livius über den (nicht erfolgreichen) Kuraufenthalt des Konsuls Gnaeus Cornelius Scipio Hispallus 187 v. Chr. in Baiae bestätigt. Oft waren solche Quellen mit Heiligtümern des Asklepios und medizinischen Einrichtungen verbunden.
Heilbäder wie Aquae Sulis in Britannien, Pautalia in Thrakien, Aquae in Baden-Württemberg und besonders Baiae ähnelten den heutigen Kurorten. So spottete Martial über Kurschatten und untreue Ehefrauen und Seneca beschwerte sich über Lärm.
Auch die normalen Thermen wurden zur Gesundheitspflege genutzt, seit Asklepiades von Bithynien die Balneologie in Rom einführte. So empfahl der Arzt Rufus von Ephesos um 100 Dämpfbäder oder den Aufenthalt im laconium als Mittel gegen die Gicht. Galenos beschrieb ausführlich, in welcher Reihenfolge man bei welcher Konstitution und Gesundheitszustand die einzelnen Räume und Einrichtungen nutzen solle.

### Niedergang und Wandel
Mit den Wirren des 5. Jahrhunderts begann der Zerfall der römischen Badekultur im Westen. Die neuen Herren der ehemals weströmischen Provinzen übernahmen zwar zunächst die Sitte, die Thermen zu benutzen, wie sich insbesondere im Vandalenreich beobachten lässt; angesichts des allgemeinen wirtschaftlichen Niedergangs und der immer geringeren Arbeitsteilung fanden sich aber vielerorts nicht mehr genügend Handwerker, die mit der komplizierten Technik der Wasserversorgung und Heizung umgehen konnten, und schließlich nutzte man die verfallenden Thermen als Steinbrüche. Die wenigen verbliebenen Badeanlagen waren deutlich kleiner als früher und wurden nur noch von der Oberschicht besucht. In Rom beendete die Zerstörung der Aquädukte während der Belagerung durch die Goten 536 die große Zeit der Badekultur, nachdem zuvor schon die strengen Moralvorstellungen des Christentums zu einem Niedergang geführt hatte. Auf niedrigerem Niveau allerdings blieb die antike Badekultur mancherorts noch bis ins Frühmittelalter bestehen. Im Byzantinischen Reich dagegen blieb die Tradition erhalten; und auch in den im 7. Jahrhundert an die islamischen Eroberer verlorenen Ostprovinzen wurde sie von den neuen Herren bruchlos fortgeführt (Hammām).

## Aufbau und Badevorgang

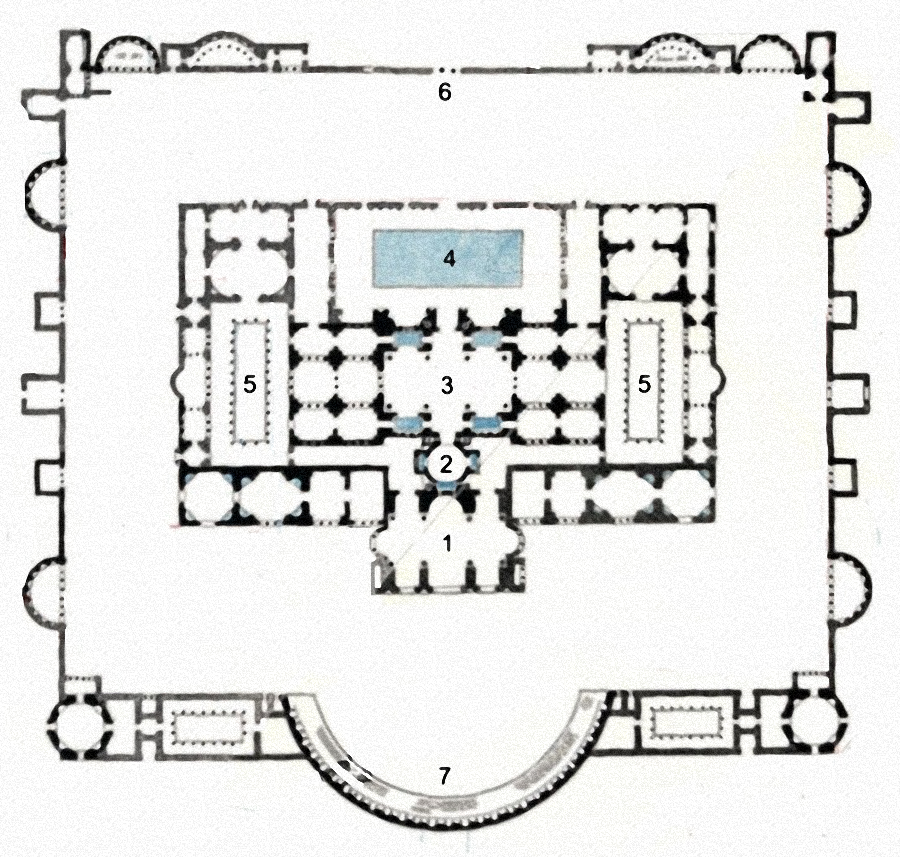
Grundriss der Diokletiansthermen in Rom
1=Caldarium
2=Tepidarium
3=Frigidarium
4=Natatio
5=Palaestra
6=Eingang

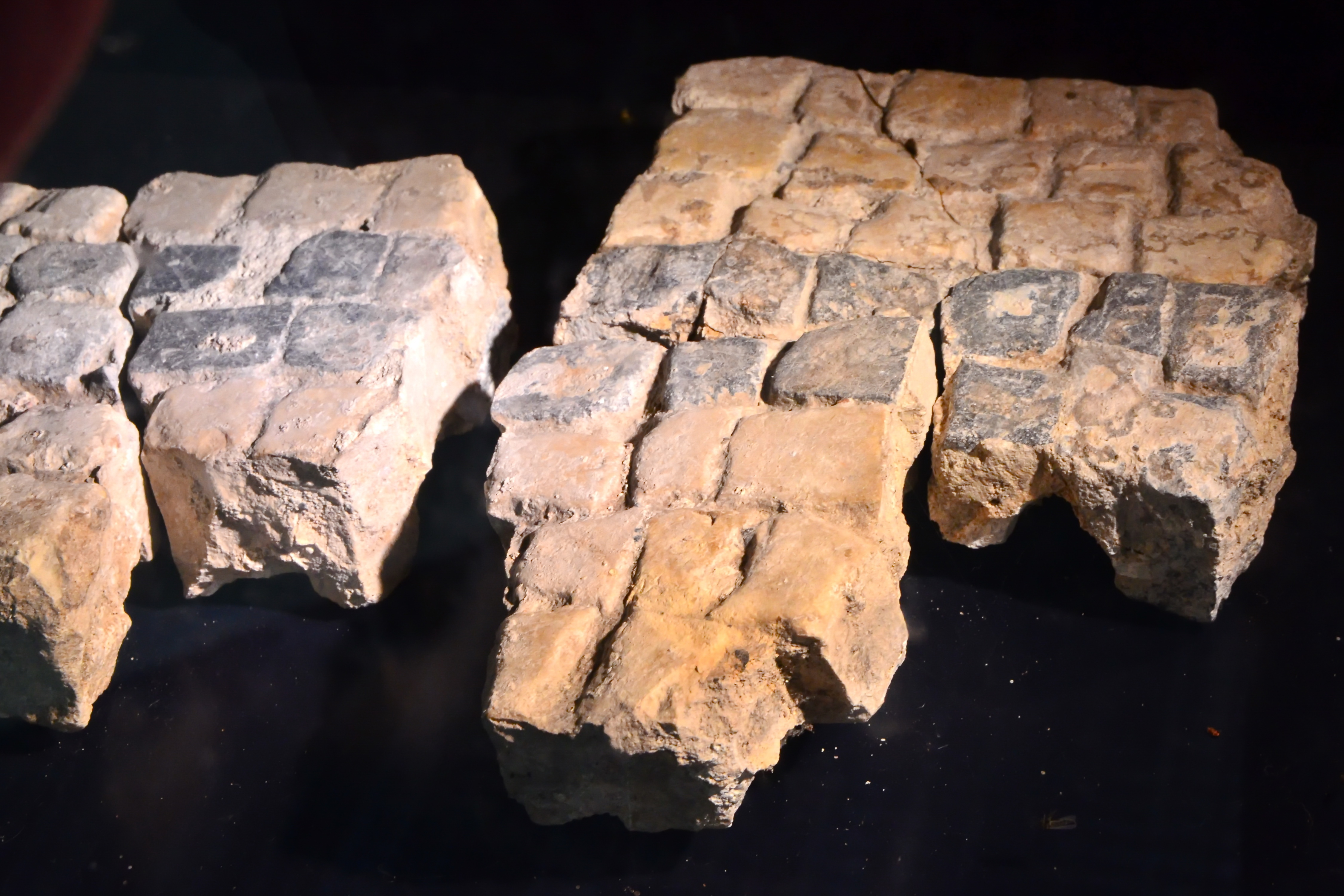
Fundort Thermengasse im römischen vicus Turicum (Zürich): Mosaikreste mit einfachem Schwarz-Weiss-Dekor aus Kalkstein, welche die Wände der Thermen schmückten.

Die Thermen hatten stets die gleiche Raumfolge, die schon bei den hellenistischen Reihenbädern existiert:

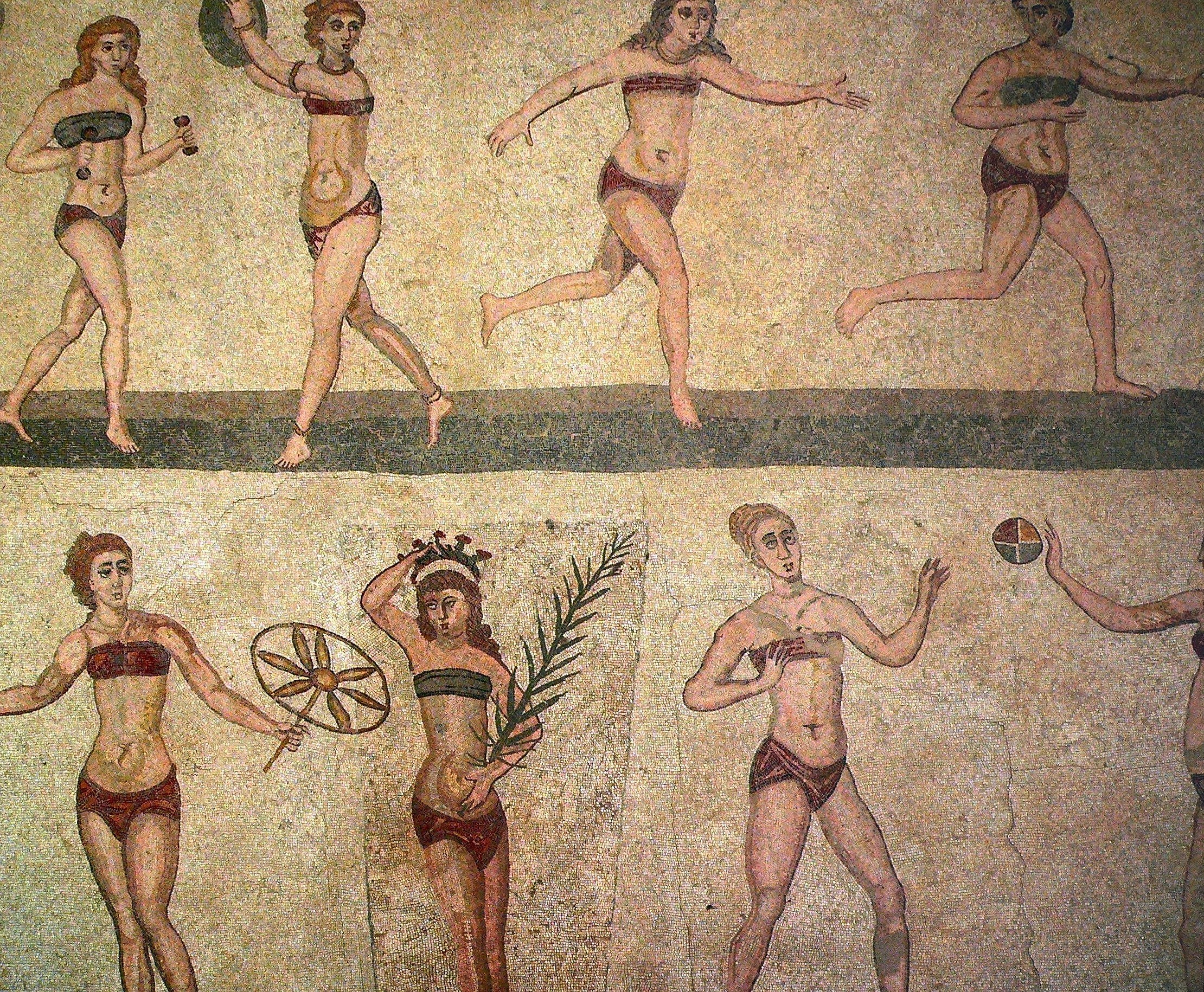
Römische Mädchen beim Sport

Im apodyterium, dem Umkleideraum, entkleidete man sich und verstaute seine Kleidung in den in die Wand eingelassenen, abschließbaren Nischen, den loculi, oder gab sie seinem Sklaven oder dem Capsarius (Sklave, der die Kleidungsstücke bewacht) zur Aufbewahrung. Während man in Griechenland nackt Sport trieb und badete, trugen in Rom zumindest die Frauen beim Sport eine Art Bikini.
Die Temperatur in den einzelnen Räumen entsprach vermutlich der in den türkischen Hammāmāt, wie auch der Ablauf der Badeprozedur ähnlich beschrieben wird.
Als erstes kühlte man sich im frigidarium, dem Kaltbaderaum, ab und sprang dort in das Kaltwasserbecken. Das frigidarium war der größte Raum der Thermen und daher vermutlich der Hauptaufenthaltsraum. In den Caracalla-Thermen befanden sich dort 1600 Marmorsessel, auf denen man sich sitzend mit kaltem Wasser begießen lassen konnte. Hier befanden sich auch kleine Becken (piscina). Man reinigte sich mit dem strigilis und ließ sich nach dem Bad im aleipterion (lateinisch unctuarium) einölen und massieren. Das frigidarium der Diokletiansthermen ist als Kirchenraum bis heute erhalten. Angeschlossen an das frigidarium war die palaestra, der Sportplatz, so dass man sich nach der körperlichen Ertüchtigung, etwa durch Ballspiele oder Muskeltraining mit Hanteln, gleich im kalten Wasser erfrischen konnte. Große Bäder boten zusätzlich ein richtiges Schwimmbecken (natatio) an, teilweise sogar überdacht, die allerdings nur so tief waren, dass man immer stehen konnte, da nur wenige Menschen das Schwimmen beherrschten.
Darauf folgte das ebenfalls durch Hypokausten beheizte tepidarium mit milder Hitze. Das tepidarium enthielt meist kein Becken. Es isolierte die beheizten Räume von den kalten und erleichterte so die Anpassung.
Anschließend betrat man das caldarium, den durch Hypokausten und Wandheizungen geheizten, meist nach Süden hin gelegenen Heißbaderaum mit Heißwasserbecken. Die Bodentemperatur konnte dort leicht über 50 °C betragen, weshalb man im Bad Holzschuhe trug. Im caldarium gab es meist Apsiden, in denen sich die mit 40 °C heißem Wasser gefüllten Wannenbäder befanden. Während man den Ausblick durch die großen Fenster genoss, konnte man sich von einem Sklaven mit warmen Güssen überschütten lassen.
Schließlich gab es in einigen Bädern – jedoch nie in Frauenbädern – noch ein laconicum oder sudatorium, ein Schwitzbad mit trockener Hitze ohne Becken, das durch einen Holzkohleofen beheizt wurde und deshalb viel heißer wurde als das caldarium. Luxusbäder enthielten zudem Imbisse und Läden, Bibliotheken und Vortragssäle sowie Wandelhallen, Ruhesessel und Gartenanlagen zur seelischen Zerstreuung. Zumindest in den Heilbädern hatten auch Ärzte ihre Praxisräume in Nebenräumen der Thermen. Latrinen waren fast immer Bestandteil der Thermenanlage.
Der Besuch der großen Thermen dauerte oft mehrere Stunden, meist von der 9. Stunde, also je nach Jahreszeit von den Mittags- oder Nachmittagsstunden an bis in den Abend, und galt als wichtiger Bestandteil des täglichen Lebens. Seneca beschwerte sich über den Lärm in den Thermen, der vergleichbar mit dem heutiger Schwimm- und Spaßbäder gewesen sein dürfte.

### Bauweise
Vitruv gab in seinem Werk De Architectura genaue Anweisungen zum Bau von Thermen.
Die Wände bestanden meist aus Backstein oder mit Mörtel verbundenen Bruchsteinen. Für die Füllung wurde hauptsächlich opus caementitium verwendet, das die Tragfähigkeit von Mauern und Gewölben erheblich erhöhte. Sogar eine Art Leichtbeton war bereits bekannt. Damit die Feuchtigkeit nicht die hölzerne Dachkonstruktion angreife, schlug Vitruv vor, das Gewölbe doppelt zu bauen, damit der Wasserdampf dazwischen abziehen kann. Die Beleuchtung sollte von oben in die Badebecken fallen.
Die Böden waren häufig mit Mosaiken ausgelegt, die Wände gegen die Feuchtigkeit verputzt und mit Fresken verziert oder – wie die Becken – mit Marmor ausgelegt. Große Fensterscheiben und Gewölbe aus Glas oder Glasmosaiken ließen Licht und Wärme einfallen.
Zur Überwölbung der großen Innenräume wurden von römischen Baumeistern seit den Agrippa-Thermen bevorzugt die Kuppeltechnik eingesetzt. Die Thermenkuppeln gehörten zu den größten im ganzen Römischen Reich.

### Heizung

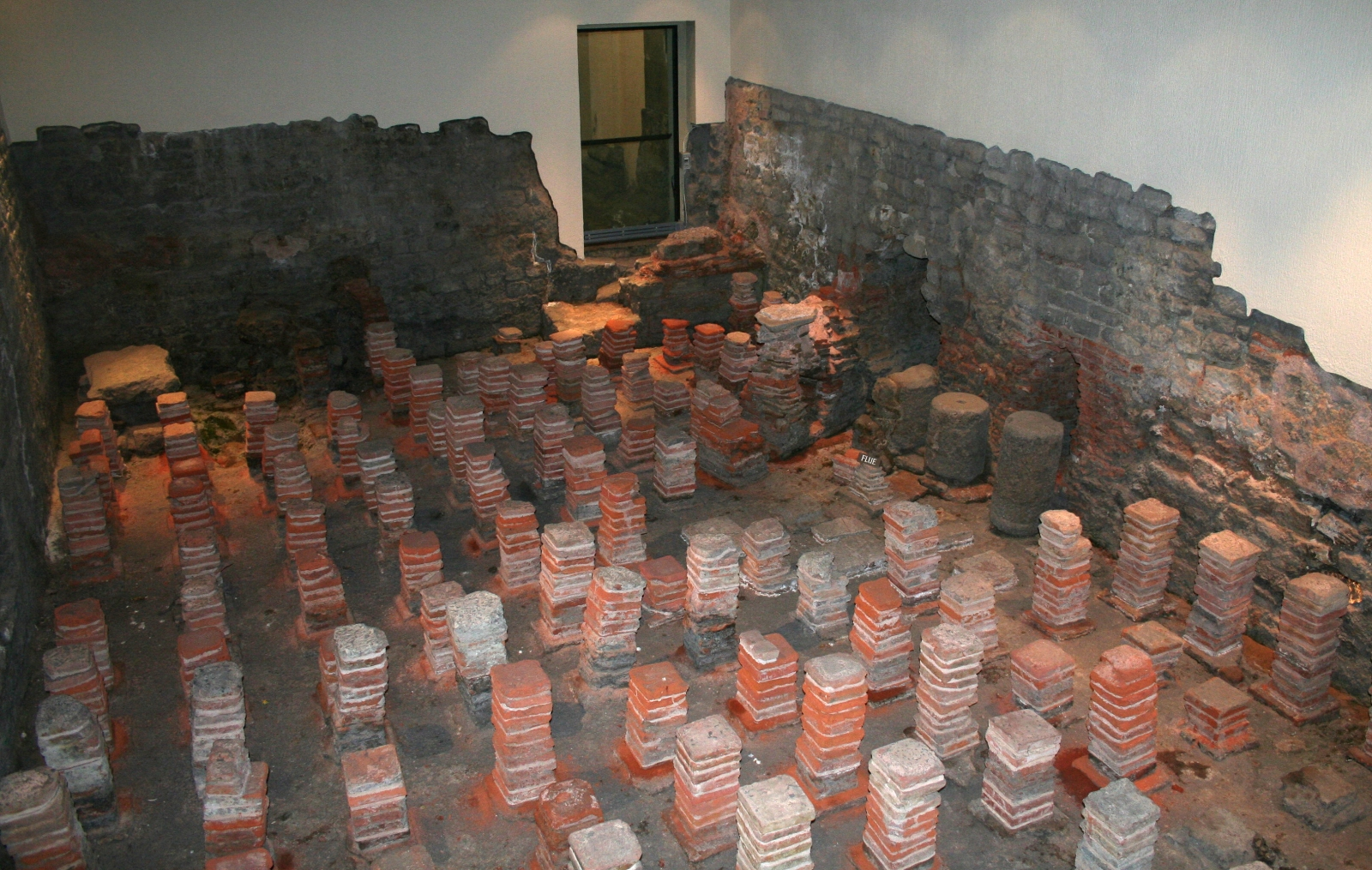
Hypokaustum in Bath

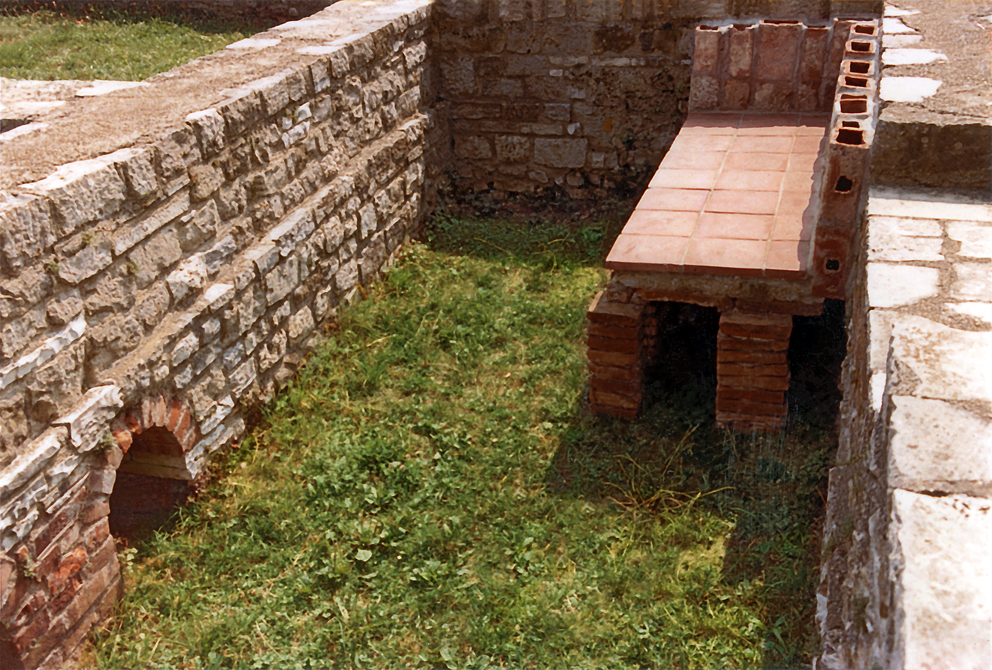
Hypokaustum und Hohlziegel im Badehaus von Kastell Eining

Die Römer verwendeten in ihren Thermalbädern sowohl Fußboden- als auch Wandheizungen mit Heißluft (hypokaustum). Beide Techniken wurden zunächst für die Thermen entwickelt und angewendet.
Die beheizten Räume konnten je nach Größe und Art des Bades sehr unterschiedlich aussehen. Gemeinsam war ihnen, dass sie meist nach Süden ausgerichtet waren, um die Wärme der Sonne mitzunutzen.
Damit sich die Wärme der Fußbodenheizung besser ausbreitet, sollte der Boden des Hypokaustums nach Vitruvs Empfehlung eine leichte Neigung aufweisen. Die Wände bestanden oft aus Hohlziegeln, durch die ebenfalls heiße Luft geleitet wurde.
In den Caracalla-Thermen war das caldarium (Heißbad) rund und von einer großen Kuppel überdacht. Das caldarium der Trajansthermen war von gewölbten unterirdischen Durchgängen flankiert, die oft nur 2 Meter breit und 2,5 Meter hoch waren und durch rechteckige Löcher in der Decke beleuchtet wurden.
Von solchen Gängen unter den eigentlichen Baderäumen aus bedienten Sklaven die Wandheizung durch zahlreiche Schürklappen, die in die Sockel der Hauptwände des Gebäudes eingelassen waren. Die Arbeitsbedingungen in diesen Gängen müssen entsetzlich gewesen sein, da der Rauch nur allmählich durch die Deckenlöcher entwich. Die Heizkammern (praefurnia) wurden von den Sklaven regelmäßig mit Holzkohle beschickt. Später bevorzugte man möglichst trockenes Holz. Die heiße Luft stieg durch die Hohlräume nach oben und erhitzte Böden und Wände. Die Heizung musste Tag und Nacht in Betrieb gehalten werden. Durch Lüftungsklappen im Dach konnte die Temperatur variiert werden.
Die Hitze der römischen Bäder war fast immer Dampfhitze, mit Ausnahme des mitunter vorhandenen laconicum, in dem eine trockene Hitze herrschte. In diesem Raum konnte es, ähnlich wie in einer Sauna, viel heißer als in dem traditionell beheizten caldarium sein, weswegen die Verweildauer hier geringer war.